# Wavel Ramkalawan
Wavel Ramkalawan (Ilha de Mahé, 15 de março de 1961) é um político indo-seichelense e pastor anglicano, atual presidente de Seicheles desde 26 de outubro de 2020.
Ramkalawan foi membro do parlamento de oposição de 1993 a 2011 e de 2016 a 2020. Foi líder da oposição de 1998 a 2011 e de 2016 a 2020. Em 25 de outubro de 2020, Ramkalawan venceu as eleições presidenciais, a primeira vitória de um candidato da oposição desde a independência.